# Rheinmetall
Rheinmetall är en tysk tillverkare av vapen och militära och civila fordon, till exempel lätta stridsfordon och rörliga artilleripjäser. Företaget utvecklar också simulatorsystem för militärt bruk och civilt bruk, för träning av operatörer av fartyg, fordon och kransystem.
En av deras mest kända produkter är stridsvagnskanonen Rh-120.